# Perca
Perca – rodzaj drapieżnych ryb słodkowodnych zaliczany do okoniokształtnych.

## Klasyfikacja
Gatunki zaliczane do tego rodzaju:
- Perca flavescens – okoń żółty[potrzebny przypis]
- Perca fluviatilis – okoń[3][4], okoń europejski[potrzebny przypis]
- Perca schrenkii

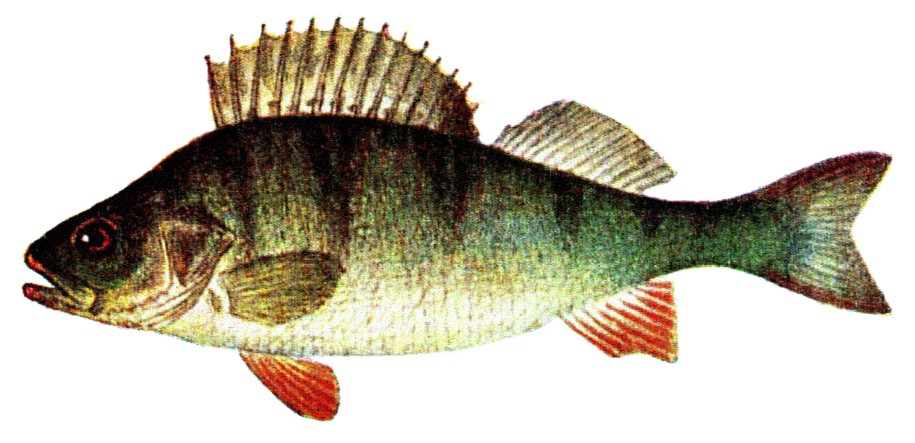
Perca fluviatilis